# Michael A'Hearn
Michael F. A'Hearn (17. listopadu 1940 – 29. května 2017) byl americký astronom a profesor na University of Maryland, který spolupracoval s NASA.

## Životopis
Studoval na Boston College a na University of Wisconsin–Madison. Podílel se na vývoji systémů pro průzkum komet a na technikách určujcí velikost jádra komet za použití optických a infračervených měření.
Ve výzkumu se zaměřuje na komety a asteroidy. Byl zvolen členem AAAS. Hojně publikuje v odborných časopisech a je licencovaný námořník. V roce 2008 obdržel Kuiper Prize.
Za jeho vědecké zásluhy byl po něm pojmenován asteroid 3192 A'Hearn.